# Dubová (district de Pezinok)
Dubová (allemand : Wernersdorf , hongrois : Cserfalu) est un village de Slovaquie situé dans la région de Bratislava.

## Histoire
Première mention écrite du village en 1113.

## Démographie

### Évolution de la population
| Année:               | 1994. | 2004.   | 2014.   | 2024.    |
| -------------------- | ----- | ------- | ------- | -------- |
| Nombre de personnes: | 826   | 905     | 965     | 1194     |
| Différence:          |       | +9,56 % | +6,62 % | +23,73 % |

| Année:               | 2023. | 2024.   |
| -------------------- | ----- | ------- |
| Nombre de personnes: | 1155  | 1194    |
| Différence:          |       | +3,37 % |